# Мінські воєводи

Мінські воєводи — посадова особа Великого князівства Литовського, Речі Посполитої; місцевий урядник у Мінському воєводстві, заступник великого князя та короля.
Мінське воєводство мало трьох сенаторів якими були: воєвода мінський, каштелян та єпископ мінські.
Після Люблінської унії (1569) воєвода мінський сидів у сенаті Речі Посполитої, де він був важливим після поморського воєводи і перед інфлянтським воєводою. Із введенням воєводської уніформи (1776 р.) депутати Мінського та Мозирського повітів одягалися однаково зі смоленським — в малинові («кармазинові») кунтуші з темно-синіми («гранатовими») лацканами, під якими носили темно-сині жупани. Депутати Речицького повіту носили білі жупани і такого ж кольору лацкани.

## Намісники
До утворення Мінського воєводства керування відбувалося через намісників:
- Ходкевич Іван (1459)
- князь Заславський Іван (Юрієвич)  (1468—1473)
- князь Друцький Іван Васильович «Красний»[be] (1487—1489)
- Іллінич Миколай Іванович[be] (1494—1498)
- князь Заславський Богдан Іванович (1498/1501—1525)
- Цибулька Ян Сечка (1533)
- Тишкевич Василь (1546—1569)

## Воєводи
- Горностай Гавриїл[2], 1566—1576
- Сапега Миколай, 1576—1588
- Сапега Богдан, 1588—1593
- Абрамович Ян, 1593—1596
- Завіша Андрій[ru], 1596—1598
- Пац Ян Домінікович[ru], 1600—1610
- Сапега Миколай Богданович[be], 1611—1618
- Тишкевич Петро, 1618—1631
- Стравинский Бальтазар[be], 1631—1633
- Слушка Олександр, 1633—1638
- Сапега «Побожний» Микола Пій, 1638
- Масальський Олександр Григорович[ru], 1638—1643
- Масальський Андрій, 1643—1645
- Огінський Олександр Богданович, 1645—1649
- Дунін-Раєцький Гедеон[be], 1649—1654
- Рудоміно-Дусяцький Кшиштоф[be], 1654—1655
- Цехановецький Кшиштоф[be], 1655—1655
- Кеншторт Ян Себастьян Миколайович[be], 1656—1667
- Белозор Казимир Кароль[be][3], 1667—1680
- Довмонт-Сясіцький Михаїл[be][4], 1681—1698
- Сапега Владислав Йосафат, 1699—1709
- Зенович Кшиштоф[ru], 1709—1717
- Завіша Кшиштоф Станіслав[be], 1720—1721
- Жаба Ян Казимир[ru], 1721—1754
- Гільзен Ян Август[ru], 1754—1767
- Гільзен Юзеф Єжи[ru], 1767—1770
- Бужинський Тадеуш, 1770—1773
- Радзивіл Юзеф Миколай, 1773—1784
- Хмара Адам Михайло Станіслав[ru], 1784—?